# Joe Elliott
Joe Elliott, all'anagrafe Joseph Thomas Elliott (Sheffield, 1º agosto 1959), è un cantante britannico, frontman dei Def Leppard.

## Biografia
Elliott incontrò Pete Willis nel 1977. Willis all'epoca suonava negli Atomic Mass, ed Elliot suonò a delle audizioni, prima come chitarrista e poi come cantante. La band rimase colpita dalla sua performance, e lo arruolò. Elliott suggerì di cambiare nome in Deaf Leopard, che poi venne cambiato in Def Leppard, poiché all'epoca, i gruppi punk col nome di un animale erano molto popolari in Gran Bretagna, e Def Leppard non voleva sembrare il nome di un gruppo punk. Elliott presto si integrò nel gruppo contribuendo anche nella scrittura di canzoni.
Esordendo all'interno dell'ondata NWOBHM, i Def Leppard si orientarono poi su melodie AOR, e, mischiandole con le sonorità dell'heavy metal, furono tra i capostipiti della corrente hair metal/pop metal. Dopo due dischi di moderato successo, l'album Pyromania del 1983 ottenne un'enorme popolarità in tutto il globo.
Lontano dai Def Leppard, Elliott ha preso parte a diversi progetti paralleli, suonando in tribute band di Freddie Mercury, Alice Cooper, Mick Ronson, Ian Hunter e David Bowie. Nel 1992 ha partecipato, insieme agli altri membri dei Def Leppard, al Freddie Mercury Tribute Concert. Il gruppo suonò Animal, Let's Get Rocked e Now I'm Here (insieme a Brian May), e infine il solo Joe Elliott cantò Tie Your Mother Down insieme ai Queen e a Slash.

### Vita privata
Joe Elliott è un grande sostenitore della squadra di calcio Sheffield United Football Club. Attualmente risiede a Dublino, in Irlanda, dove possiede uno studio di registrazione casalingo in cui i Def Leppard hanno registrato la maggior parte dei loro lavori a partire da Euphoria del 1999.

## Discografia

### Con i Def Leppard

#### Album in studio
- 1980 - On Through the Night
- 1981 - High 'n' Dry
- 1983 - Pyromania
- 1987 - Hysteria
- 1992 - Adrenalize
- 1994 - Retro Active
- 1996 - Slang
- 1999 - Euphoria
- 2002 - X
- 2006 - Yeah!
- 2008 - Songs from the Sparkle Lounge
- 2015 - Def Leppard

### Con i Down 'n' Outz
My ReGeneration (2010) 
Live at Hammersmith Apollo (2011) 
The Further Adventures Of ... (2014) 
" The Further Live Adventures Of ... " (2017) 
This Is How We Roll (2019)

### Discografia solista

#### Collaborazioni
- 1992 - Ronnie Wood - Slide on This

#### Partecipazioni
- 1999 - AA.VV. Humanary Stew: A Tribute to Alice Cooper
- 2006 - AA.VV. Welcome to the Nightmare: An All Star Salute to Alice Cooper